# Shirin Aumeeruddy-Cziffra
Shirin Aumeeruddy-Cziffra (sinh ra ở Vương quốc Anh) là một chính trị gia và nhà ngoại giao người Mauritius. Bà đứng đầu Tòa án phúc thẩm các cơ quan công cộng (PBAT), nơi giải quyết tranh chấp của công chức và cộng đồng địa phương trong các vấn đề liên quan đến tuyển dụng và xử phạt kể từ năm 2009. Bà là Bộ trưởng Quyền Phụ nữ và Các vấn đề Gia đình từ năm 1982 đến 1983, và trở thành Thị trưởng của Beau Bassin-Rose Hill năm 1987. Bà là Thanh tra viên bảo vệ quyền trẻ em từ năm 2004 đến 2011. Bà là người phụ nữ Hồi giáo đầu tiên được bầu làm đại biểu Quốc hội và ở vị trí bộ trưởng.

## Tiểu sử
Ngôn ngữ mẹ đẻ của bà là Mauriti Creole, trong khi bà nói tiếng Anh và tiếng Pháp. Aumeeruddy-Cziffra đã hoàn thành chương trình luật của mình tại Nhà tù của Trường Luật ở Anh.
Bà là một nhà hoạt động của phụ nữ trong những năm đầu và bắt đầu với chức Ligue Fé hành vào năm 1974, Solidarité Femmes ở Mauritius năm 1977. Cùng với 19 phụ nữ khác, bà đã chiến đấu chống lại Đạo luật Di trú và trục xuất, điều này ngăn cản vợ hoặc chồng của các quan chức nước ngoài được cư trú. Vụ án được tranh luận với hai nhóm nạn nhân, đó là phụ nữ đã kết hôn và phụ nữ độc thân được các quan chức nước ngoài tán thành. Tòa án ban đầu chỉ chấp nhận trường hợp phụ nữ có chồng. Cuối cùng bà đã thắng kiện năm 1981.
Từ 1982 đến 1983, bà là Bộ trưởng Bộ Phụ nữ và Quyền của Gia đình. Bà là người phụ nữ Hồi giáo đầu tiên được bầu làm nghị sĩ và phục vụ vị trí bộ trưởng. Trong cùng những năm đó, bà là Đại sứ của UNESCO, Thành viên của Quốc hội tại Rose-Hill và Tổng chưởng lý của Chính phủ Mauritius.
Bà trở thành Thị trưởng của Beau Bassin-Rose Hill năm 1987.
Từ năm 1992 đến 1995, Aumeeruddy-Cziffra từng là Đại sứ của Mauritius tại Paris, Rome, Madrid và Lisbon.
Vào tháng 9 năm 2000, bà trở thành Chủ tịch (Chủ tịch) cho Công ty Phát thanh Truyền hình Mauritius (MBC).
Bà cũng từng là Bộ trưởng Bộ Tư pháp của Mauritius, Chủ tịch Hội đồng Thường trực của Francophonie và Tổ chức Quốc tế của Francophonie (OIF), thành viên Hội đồng của Cơ quan Pháp ngữ, Thành viên Hội đồng Quản trị của Viện Nhân quyền & Phát triển (Gambia), Thành viên Hội đồng Quản trị của NGO Châu Phi Solidarité, và thành viên sáng lập của Phụ nữ NGO về Luật và Phát triển ở Châu Phi.
Bà giữ vị trí Thanh tra viên để bảo vệ quyền trẻ em từ năm 2004 đến 2011. Vào tháng 3 năm 2011, bà đã yêu cầu chính phủ áp dụng giao thức tùy chọn để tạo điều kiện hợp tác giữa Mauritius và các quốc gia khác trong cuộc chiến chống lạm dụng tình dục trẻ em. Năm 2012, bà trở thành người đứng đầu Tòa phúc thẩm các Cơ quan Công cộng (PBAT), nơi giải quyết tranh chấp của công chức và cộng đồng địa phương trong các vấn đề liên quan đến tuyển dụng và xử phạt. Năm 2015, nhiệm vụ của bà đã được gia hạn thêm ba năm nữa. Vào tháng 3 năm 2018, quản trị của PBAT đã được cải tổ và nhiệm vụ của Shirin Aumeeruddy-Cziffra một lần nữa được đổi mới.

## Giải thưởng
- 2004: Tiến sĩ danh dự của Đại học Paris Panthéon-Sorbonne vì đã giới thiệu một khoa luật cho Mauritius và dịch vụ tổng thể.
- 2006: Giải thưởng Tombouctou cho các sáng kiến hòa bình của cô ở Châu Phi với FAS.
- Ngày 14 tháng 7 năm 2015: Hiệp sĩ danh dự của Bộ trưởng Bộ Ngoại giao Pháp.[3] Cô kết hôn với cô giáo và cặp có hai con.[11]